# Монтанья (Франция)
Монтанья́ (фр. Montagnat) — коммуна во Франции, находится в регионе Рона — Альпы. Департамент — Эн. Входит в состав кантона Перонна. Округ коммуны — Бурк-ан-Брес.
Код INSEE коммуны — 01254.

## География
Коммуна расположена приблизительно в 380 км к юго-востоку от Парижа, в 60 км северо-восточнее Лиона, в 6 км к юго-востоку от Бурк-ан-Бреса.
По территории коммуны протекает река Ресуз.

## Климат
Климат полуконтинентальный с холодной зимой и тёплым летом. Дожди бывают нечасто, в основном летом.

## Население
Население коммуны на 2010 год составляло 1646 человек.
| 1962 | 1968 | 1975 | 1982 | 1990 | 1999 | 2010 |
| ---- | ---- | ---- | ---- | ---- | ---- | ---- |
| 396  | 419  | 633  | 1005 | 1173 | 1421 | 1646 |

## Экономика
В 2010 году среди 1134 человек трудоспособного возраста (15—64 лет) 832 были экономически активными, 302 — неактивными (показатель активности — 73,4 %, в 1999 году было 74,2 %). Из 832 активных жителей работали 805 человек (418 мужчин и 387 женщин), безработных было 27 (10 мужчин и 17 женщин). Среди 302 неактивных 95 человек были учениками или студентами, 156 — пенсионерами, 51 были неактивными по другим причинам.

## Достопримечательности
- Замок Монплезан[фр.] (XVIII век). Исторический памятник с 1981 года[4]
- Замок Ревуар (XIII век)
- Замок Нуарфонтен (XIX век)
- Церковь Св. Клары

## Города-побратимы
- Унгурени (Румыния)

## Фотогалерея
- Церковь Св. Клары
- Мэрия
- Карта коммуны